# Báč
Báč (Hongaars:Bacsfa) is een Slowaakse gemeente in de regio Trnava, en maakt deel uit van het district Dunajská Streda.
Báč telt 509 inwoners.